# Collegio di Torridge and Tavistock
Torridge and Tavistock è un collegio elettorale inglese situato nel Devon e rappresentato alla camera dei Comuni del parlamento del Regno Unito. Elegge un membro del parlamento con il sistema maggioritario a turno unico; l'attuale parlamentare è Geoffrey Cox, del Partito Conservatore, che rappresenta il collegio dal 2024.

## Estensione
Il collegio è costituito dalle seguenti aree:
- il distretto di Torridge;
- i ward del West Devon di Bere Ferrers; Bridestowe; Dartmoor; Mary Tavy; Milton Ford; Tamarside; Tavistock North; Tavistock South East e Tavistock South West.

## Membri del parlamento
| Elezione | Elezione | Deputato     | Partito      |
| -------- | -------- | ------------ | ------------ |
|          | 2024     | Geoffrey Cox | Conservatore |

## Elezioni

### Elezioni negli anni 2020
| Partito                    | Partito                                         | Candidato                  | Risultati 4 luglio 2024 | Risultati 4 luglio 2024 |
| Partito                    | Partito                                         | Candidato                  | Voti                    | %                       |
| -------------------------- | ----------------------------------------------- | -------------------------- | ----------------------- | ----------------------- |
|                            | Conservatore                                    | Geoffrey Cox               | 16 049                  | 31,58                   |
|                            | Lib Dem                                         | Phil Hutty                 | 12 099                  | 23,81                   |
|                            | Laburista                                       | Isabel Saxby               | 10 765                  | 21,18                   |
|                            | Reform UK                                       | Andrew Jackson             | 9 152                   | 18,01                   |
|                            | Verdi                                           | Judy Maciejowska           | 2 350                   | 4,62                    |
|                            | Indipendente                                    | Alan Edward Rayner         | 405                     | 0,80                    |
|                            |                                                 |                            |                         |                         |
| Iscritti                   | Iscritti                                        | Iscritti                   | 74 727                  | 100,00                  |
| ↳ Votanti (% su iscritti)  | ↳ Votanti (% su iscritti)                       | ↳ Votanti (% su iscritti)  | 50 820                  | 68,01                   |
| ↳ Astenuti (% su iscritti) | ↳ Astenuti (% su iscritti)                      | ↳ Astenuti (% su iscritti) | 23 907                  | 31,99                   |
|                            |                                                 |                            |                         |                         |
|                            | Esito: collegio a Conservatore (nuovo collegio) |                            |                         |                         |